# Acacia ayersiana
Acacia ayersiana é uma espécie de leguminosa do gênero Acacia, pertencente à família Fabaceae.